# Tersec ergatoides
Tersec ergatoides är en skalbaggsart som först beskrevs av Hermann Julius Kolbe 1894.  Tersec ergatoides ingår i släktet Tersec och familjen långhorningar.
Artens utbredningsområde är Gabon. Inga underarter finns listade i Catalogue of Life.